# Chaetophthalmus bicolor
Chaetophthalmus bicolor là một loài ruồi trong họ Tachinidae.